# Der Baader Meinhof Komplex

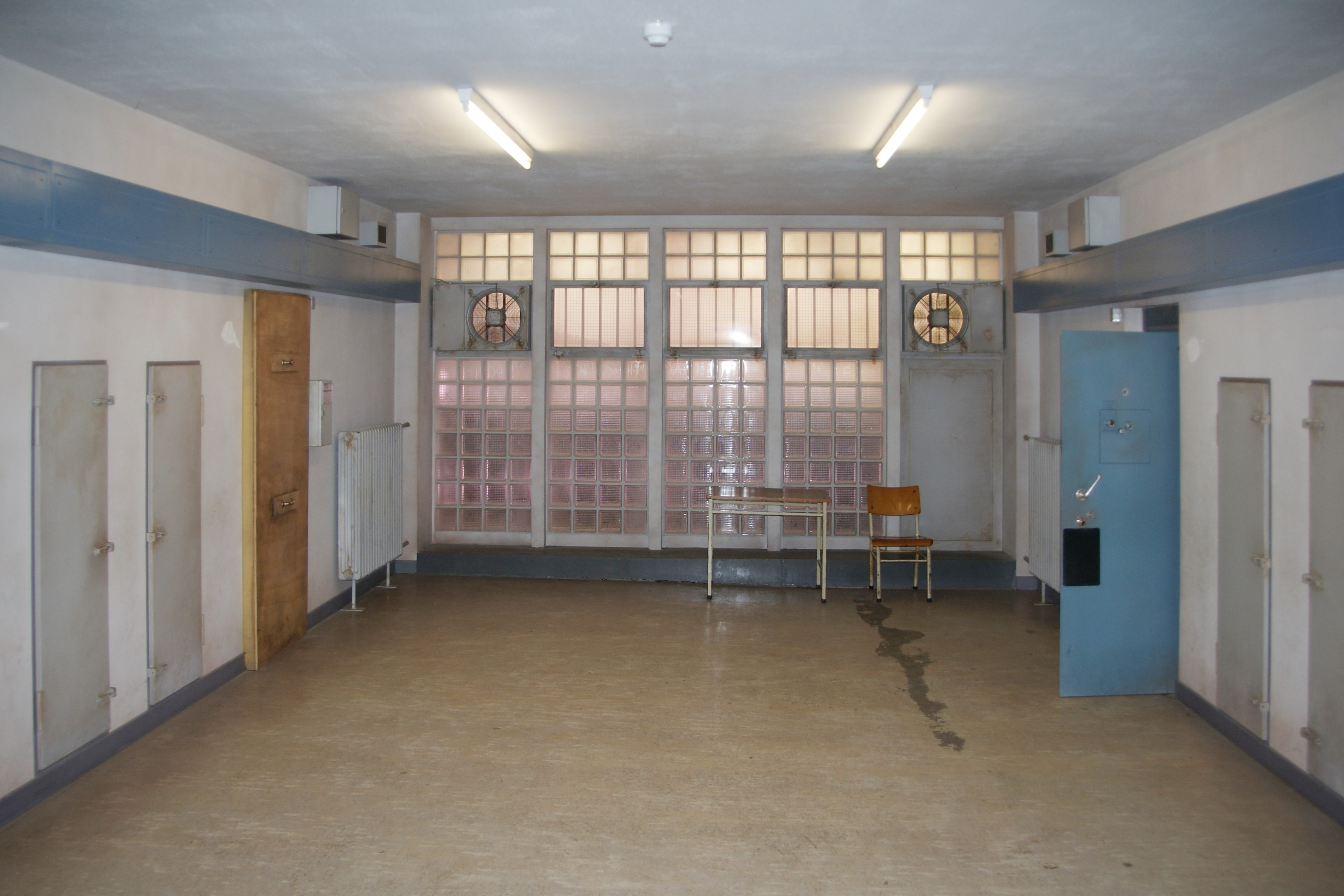
Imagen del set de grabación de El complejo de Baader Meinhof.

El complejo de Baader Meinhof (o R.A.F. Facción del Ejército Rojo; título alemán original: Der Baader Meinhof Komplex) es una película alemana escrita y producida por Bernd Eichinger y dirigida por Uli Edel. Protagonizada por Moritz Bleibtreu, Martina Gedeck y Johanna Wokalek, está basada en el libro superventas homónimo alemán escrito por Stefan Aust, y relata las acciones y circunstancias de la Fracción del Ejército Rojo (RAF), el grupo insurrecto más activo y más prominente de la República Federal de Alemania de la posguerra. La película fue seleccionada como candidata alemana a la 81ª edición de los premios Óscar para la categoría de mejor película en idioma extranjero. Fue nominada el 11 de enero de 2009 para el Globo de Oro en la categoría de mejor película en idioma extranjero.

## Argumento
La mayor parte de la película se centra en las Acciones de la banda insurrecta de la RAF durante el periodo 1967-1977. Durante la visita oficial del sha de Persia, Mohammad Reza Pahlavi, a Berlín Occidental se producen altercados violentos entre la policía y un grupo de manifestantes. El comisario de policía Karl Heinz Kurras mata de un disparo al estudiante Benno Ohnesorg delante del edificio de la ópera. Un popular líder estudiantil, Rudi Dutschke, que había participado en el congreso contra la guerra de Vietnam en la Universidad, es herido gravemente en plena calle por un joven de ultraderecha. Como reacción se dan violentas protestas ante la Editorial Axel Springer, en las que también participa la periodista Ulrike Meinhof. Tras los incendios provocados en dos grandes almacenes como protesta a Vietnam, los causantes son detenidos al día siguiente. Meinhof informa sobre el proceso judicial y en ello conoce a los estudiantes acusados Andreas Baader, Gudrun Ensslin y Thorwald Proll. La condena es de tres años de cárcel, pero en junio de 1969 se les deja en libertad, hasta que el tribunal decida sobre la revisión de la sentencia. Cuando en noviembre de 1969 se deniega la revisión, Andreas Baader y Gudrun Ensslin pasan a la clandestinidad, escondiéndose entre otros lugares en Roma. A su vuelta a Berlín, viven temporalmente en casa de Ulrike Meinhof. Baader es detenido durante un control de vehículos y metido en prisión, pero Ensslin y Meinhof trazan un plan para liberarle un mes más tarde, con éxito. Meinhof se pasa así a la ilegalidad, dejando a sus dos hijas.
En el verano de 1970 el grupo realiza una formación militar en un campamento palestino de Fatah. En ese mismo año asaltan casi simultáneamente tres bancos, llevándose un botín de más de 200.000 DM. Algunos, como Horst Mahler y Astrid Proll son detenidos. La primera víctima mortal de la RAF es Petra Schelm, disparada por la policía en una persecución. Siguen varios atentados bomba, entre otros contra el ejército estadounidense en Frankfurt, la dirección de la Policía de Ausburgo y en las oficinas de la editorial Axel Springer. El presidente de la policía federal Horst Herold ordena una redada intensiva (Rasterfahndung) que tiene éxito finalmente, en el verano de 1972. Los dirigentes más importantes, entre ellos Baader, Meins, Ensslin y Meinhof, son apresados y llevados al ala de alta seguridad de la cárcel de Stuttgart-Stammheim.
Tras la huelga de hambre de Meins la RAF mata de un disparo al presidente de la cámara de Berlín von Drenckmann. El "Comando Ulrike Meinhof", al que pertenecen Brigitte Mohnhaupt y Christian Klar entre otros, intentan realizar más acciones, pero obtienen muy poca repercusión política. Para presionar y conseguir la liberación de sus camaradas, el "Comando Holger Meins" asalta la Embajada Alemana en Estocolmo y toma doce rehenes. En esta operación resultan asesinados un teniente coronel y un ayudante. En una acción de liberación se da una explosión que hiere a los seis miembros del comando.
Comienza un proceso judicial contra la cúpula del RAF que los prisioneros tratan de boicotear declarándose continuamente "no aptos para negociar" e insultando a los jueces. Ulrike se disgusta con sus compañeros y se suicida en mayo de 1976, a lo que siguen más atentados: La RAF asesina en Karlrsruhe al abogado Siegfried Buback y a su acompañante. Mohnhaupt y Klar, en un intento de secuestro, matan en su casa a Jürgen Ponto, el portavoz del Dresdner Bank. El resto de los prisioneros, tras enterarse del fracaso del secuestro de un avión por el FPLP, que tenía como fin su puesta en libertad, se suicidan todos en la que se conoce como la "Noche de Stammheim". Tras esto, los últimos miembros matan al presidente de la Federación de Patronos e Industriales de Alemania Hanns Martin Schleyer, a quien tenían secuestrado desde hacía varias semanas (ver Otoño Alemán).

## Análisis
Algunos consideran al cine como una herramienta sociológica de análisis de la realidad. La misma U. Meinhoff dentro de la película plantea la posibilidad de incorporar la entrevista con Baader al Centro de Estudios Sociológicos. Los científicos que adoptan principalmente esta postura son los de tendencias culturalistas. Existen determinadas universidades que desarrollan dicha perspectiva en sus programas de estudio (Sociología del Cine; Cinematografía y Procesos Culturales, Teoría Literaria y Análisis de Textos Literarios, Escénicos, Cinematográficos y de TV; Traducción Audiovisual, etc.) En ese sentido dado el turbocapitalismo es preciso tomar en cuenta  a la industria cinematográfica no sólo como medio de expresión, sino también informativo. Para ello, las Teorías Cinematográficas podrían catalogar a la película en cuestión, como del “segundo cine”, es decir, del bloque soviético/comunista y de tinte propagandístico. Pero ¿cuál es la propuesta informativa de esta película al público? En un primer momento intenta ser el vínculo entre el cine del primer mundo y el segundo cine a través de una temática hasta cierto punto desconocida: el proceso de revuelta que atravesó Alemania tras la visita del Sha de Irán a territorio teutón hasta la muerte de los fundadores del grupo armado.  En ese aspecto destacan aspectos teóricos importantes ya que las revueltas surgen por la provocación de las clases dirigentes que se convierten en opresoras a medida en que se desarrolla el conflicto, lo que algunos podrían considerar un tipo de crisis (social y/o política); para llevar a cabo una revolución se necesita de un grupo que tenga la capacidad de desarrollarse efectivamente en los momentos precisos y el poder real nace del “cañón y del fusil”. Sin embargo, los ortodoxos de la teoría revolucionaria dan principios éticos y planteamientos políticos específicos para la dirigencia, lo que determinaría en buena medida la victoria. En ese aspecto, Edel muestra a un grupo de jóvenes inconformes con algunas nociones éticas, así como solidaridad internacional, pero enmarcadas en lo que los fundamentalistas árabes consideran como “culturas asimilasionistas”. En ese sentido llama la atención la incorporación de elementos del grupo a la Yihad Islámica, a través de un supuesto entrenamiento  en territorio árabe. Este tipo de cuestiones han sido planteadas en su momento por diversos aparatos de inteligencia estatal que la catalogan como un tipo de “Teoría de la Conjura” en donde intervienen apoyos económicos de origen extranjero para la desestabilización de un país. Posteriormente el grupo se autonombra Fracción del Ejército Rojo, lo cual adquiere una connotación distinta en todos los aspectos al propuesto por el título de la película. Lo que supone una solvencia contextual a la trama. Es en esos momentos cuando se muestra el legado teórico del movimiento, a través de su portavoz, la intelectual U. Meinhof, quien al transitar de la vía democrática a la vía armada entiende a plenitud la metodología revolucionaria, lo que no implica únicamente una explicación en su accionar sino un tipo de justificación del mismo. En ese sentido los alzados toman como referencia los textos de El Estado y la Revolución, así como El Catecismo Revolucionario para definir sus operaciones. Este tipo  de cuestiones muestran a  plenitud los elementos que confluyen en una verdadera película de acción. Sin embargo no se toma en cuenta la situación política por la que atravesó la división alemana previamente, mucho menos los vínculos comerciales y/o tasas de alfabetización en la región, así como la postura social en torno al conflicto. Este tipo de cuestiones aunadas a la trágica situación por  la que atravesaron sus dirigentes, junto a la exasperada actividad armada que radicalizó aún más la postura del grupo sobreviviente, hace que la película deje de ser un referente obligado para quien desconoce el conflicto. Sin embargo llama poderosamente la atención la forma en que los “sobrevivientes” de la RAF le dieron continuidad a la lucha, mientras la dirigencia se encontraba diezmada (presos o muertos), en ese sentido cabría pensar un ejercicio de alteridad en cuanto episteme del conocimiento perdido y relacionar la okupación de la embajada alemana en Suecia, el secuestro de la línea aérea en Oriente Medio, así como el ajusticiamiento de jueces y comisarios en torno a las medidas represivas que experimentaron sus líderes en prisión. Respecto a esto último Berger escribió: Para los compañeros presos lo contrario es cierto. Las celdas tienen muros que tocándose cruzan todo el mundo. Los actos efectivos de resistencia sostenida están incrustados en lo local, cerca y lejos. La resistencia más remota es escuchar a la tierra.

## Producción
La producción de la película en agosto de 2007 con la filmación en varias localizaciones incluyendo Berlín, Múnich, prisión de Stammheim, Roma y Marruecos. La película fue subvencionada por varios los grupos de financiamiento de películas por una suma de EUR 6,5 millones.

## Reparto
- Martina Gedeck como Ulrike Meinhof.
- Moritz Bleibtreu como Andreas Baader.
- Johanna Wokalek como Gudrun Ensslin.
- Bruno Ganz como Horst Herold.
- Stípe Erceg como Holger Meins.
- Jan Joseph Liefers como Peter Homann.
- Alexandra Maria Lara como Petra Schelm.
- Nadja Uhl como Brigitte Mohnhaupt.
- Simon Licht como Horst Mahler.
- Hannah Herzsprung como Susanne Albrecht.
- Vinzenz Kiefer como Peter-Jürgen Boock.
- Daniel Lommatzsch como Christian Klar.
- Niels-Bruno Schmidt como Jan Carl Raspe.
- Katharina Wackernagel como Astrid Proll.
- Annika Kuhl como Irmgard Möller.

La película se estrenó el 15 de septiembre de 2008 en Múnich y fue lanzada comercialmente en Alemania el 25 de septiembre de 2008. [1] La película fue elegida como presentación oficial de Alemania a los 81ros premios de la Academia para la mejor película del idioma extranjero. [2]
Michael Buback, el hijo del principal querellante federal anterior Siegfried Buback que fue asesinado por la RAF en 1977, dudas expresadas respecto a si la película intenta seriamente presentar la verdad histórica, aunque él no hubiera visto la película cuando él expresó esta preocupación. [3] Él enmendó esta declaración pero precisó posteriormente que los concentrados de la película casi exclusivamente en retratar a los autores que lleva con ella el peligro para el espectador de demasiada identificación con los protagonistas. [4]
La protesta contra “distorsión histórica” y la presentación “casi totalmente falsa” del asesinato de la RAF de la viuda y del testigo Ignes Ponto de Jürgen Ponto, de Ponto volvió su cruz federal del mérito, puesto que ella vio al gobierno alemán, que coprodujo la película a través de varios fondos del financiamiento de la película, como en común responsable por las “humillaciones públicas” sufridas por su y su familia. Representando a la familia, su hija Corinna Ponto llamó la violación de la película de su aislamiento “incorrecta” y “particularmente pérfida”. [5]
Jörg Schleyer, el hijo del encargado asesinado y entonces presidente de la confederación de las asociaciones de patrones alemanas, Hanns Martin Schleyer, estados, sin embargo, que la película era una gran película que finalmente retrató la RAF pues cuáles era realmente, “una cuadrilla sin piedad, despiadada de asesinos”. Comentando respecto a la pintura evidente de la violencia él dijo, “solamente una película como ésta puede demostrar a gente joven cómo es brutal y sanguinario las acciones de la RAF estaban en aquel momento. ” [6]
Hollywood Reporter hizo a película un análisis favorable, [7] elogiando la actuación y narración, pero también la observación de una carencia del desarrollo del carácter en ciertas piezas. Una revisión mezclada con críticas similares fue publicada en Variety. [8] Fionnuala Halligan del International de la pantalla elogió el valor excelente de la producción de la película así como la traducción eficiente y quebradiza de un asunto fascinante para filmar, sino criticar el hecho de que los flatlines del diagrama emocionalmente y no lleva a cabo mucho suspenso dramático para audiencias más jóvenes y no europeas desconocedoras con los acontecimientos históricos de la película. [9]
La Filmbewertungsstelle la agencia nacional de Wiesbaden, Alemania que evalúa películas en su significación artística, documental e histórica, dio a la película el objeto de valor del grado “especial”. En su declaración explicativa el comité dice: “los intentos de la película para hacer la justicia a los terroristas así como a los representantes del estado alemán describiendo ambos lados con una distancia igualmente objetiva.” El comité afirma: “Historia alemana como gran producción fílmica: impresionante, auténtico, político, atormentando”.
Sin embargo, esta película se alinea completamente con la explicación oficial acerca de que las muertes en prisión fueron suicidios y no ejecuciones por parte del aparto judicial-policial, a pesar de las muchas evidencias en contrario. Sorprende esta revisión de la Historia, ya que dicha versión entonces apenas tuvo credibilidad alguna ante la opinión pública.

## Premios

### BAFTA
| Año  | Categoría                                     | Película                       | Resultado |
| ---- | --------------------------------------------- | ------------------------------ | --------- |
| 2009 | BAFTA a la mejor película de habla no inglesa | Il y a longtemps que je t'aime | Candidata |